# 埃德温·奥斯汀·阿贝
埃德温·奥斯汀·阿贝（Edwin Austin Abbey、 1852年4月1日 - 1911年8月1日），是一位美国壁画家及插画家。他活跃于插画“黄金时代”的初期，以对莎士比亚和维多利亚时代的主题绘画和对爱德华七世的加冕画而闻名。他最著名的一套壁画《圣杯的追求和实现》目前在波士顿公共图书馆展示。

## 生平

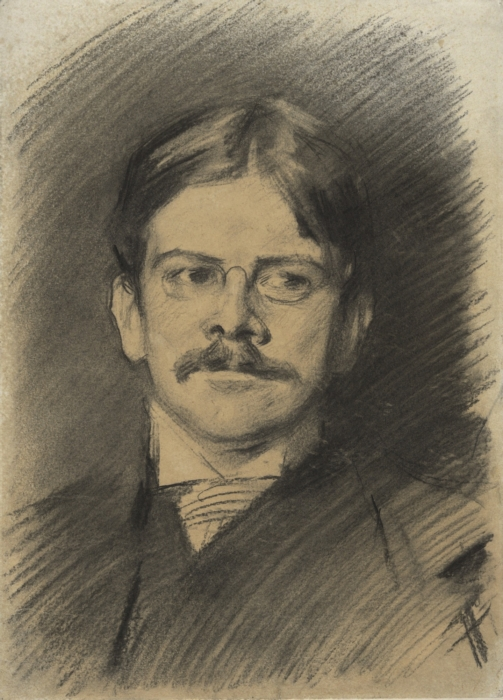
埃德温·奥斯汀·阿贝（1888年），作者是约翰·辛格·萨金特，耶鲁大学美术馆。

阿贝在1852年出生于费城。他在宾夕法尼亚美术学院师从克里斯蒂安·舒塞勒学习艺术。阿贝开始成为一名插画家，为《哈珀周刊》（1871-1874）和《斯克里布纳杂志》等杂志制作大量插画和草图。阿贝的插画在他20岁之前就开始出现在《哈珀周刊》上。他于1871年搬到纽约市。他的插画深受法国和德国黑白艺术的影响。他还为几本畅销书绘制插图，包括查尔斯·狄更斯的《圣诞故事》（1875年）、《罗伯特·赫里克诗选》（1882年）和奥利弗·戈德史密斯的《屈身求爱》（1887年）。阿贝还在1896年为哈珀兄弟公司绘制了一套四卷《莎士比亚喜剧》的插图。
1878年，他应雇主要求来到英国，为1882年出版的罗伯特·赫里克的诗歌收集插画材料，1883年他在那里永久定居。1883年，他被选为皇家水彩画家协会成员。大约在这个时候，他得到了美国作家S.G.W. 本杰明的评价：
必须考虑到他还很年轻；他现在第一次参观欧洲的工作室和画廊；他接受正规艺术教育的优势非常有限，实际上他是自学的。与这些不利条件相比，通过他所创作插画的数量和质量，我们看到他身上的高层次天赋，结合了几乎取之不尽的创造力、清晰和生动的概念、多变的想象力、对美的诗意感知、古怪而细腻的幽默、对任何奇怪和神秘事物的奇妙把握，以及令人钦佩的气韵、绘画和构成。当我们注意到这种罕见的品质组合时，我们就不会再对他在离开这个国家之前就得到伦敦和巴黎最好的评委对他的天才的热情认可而感到惊讶了。

## 作品

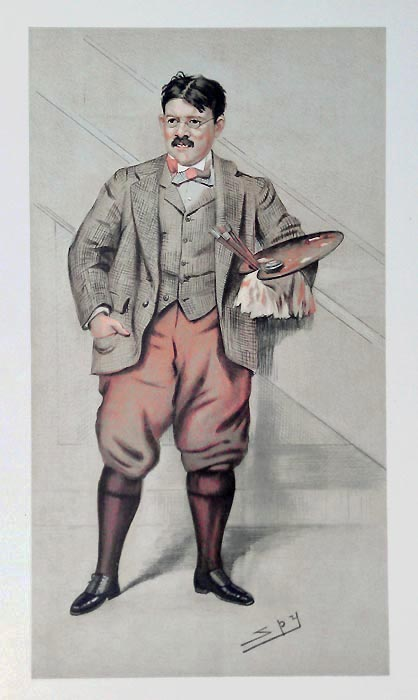
埃德温·奥斯汀·阿贝（1898年），作者莱斯利·沃德，《名利场》，1898年12月29日。
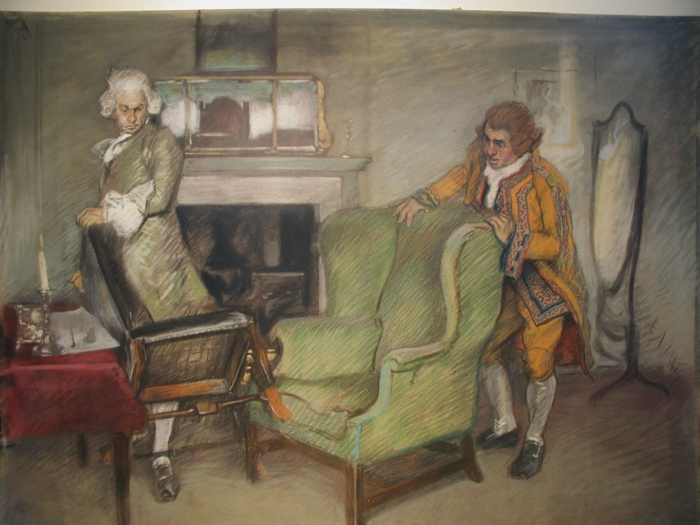
鲍勃·阿克里和他的仆人（约1895年），耶鲁大学美术馆。
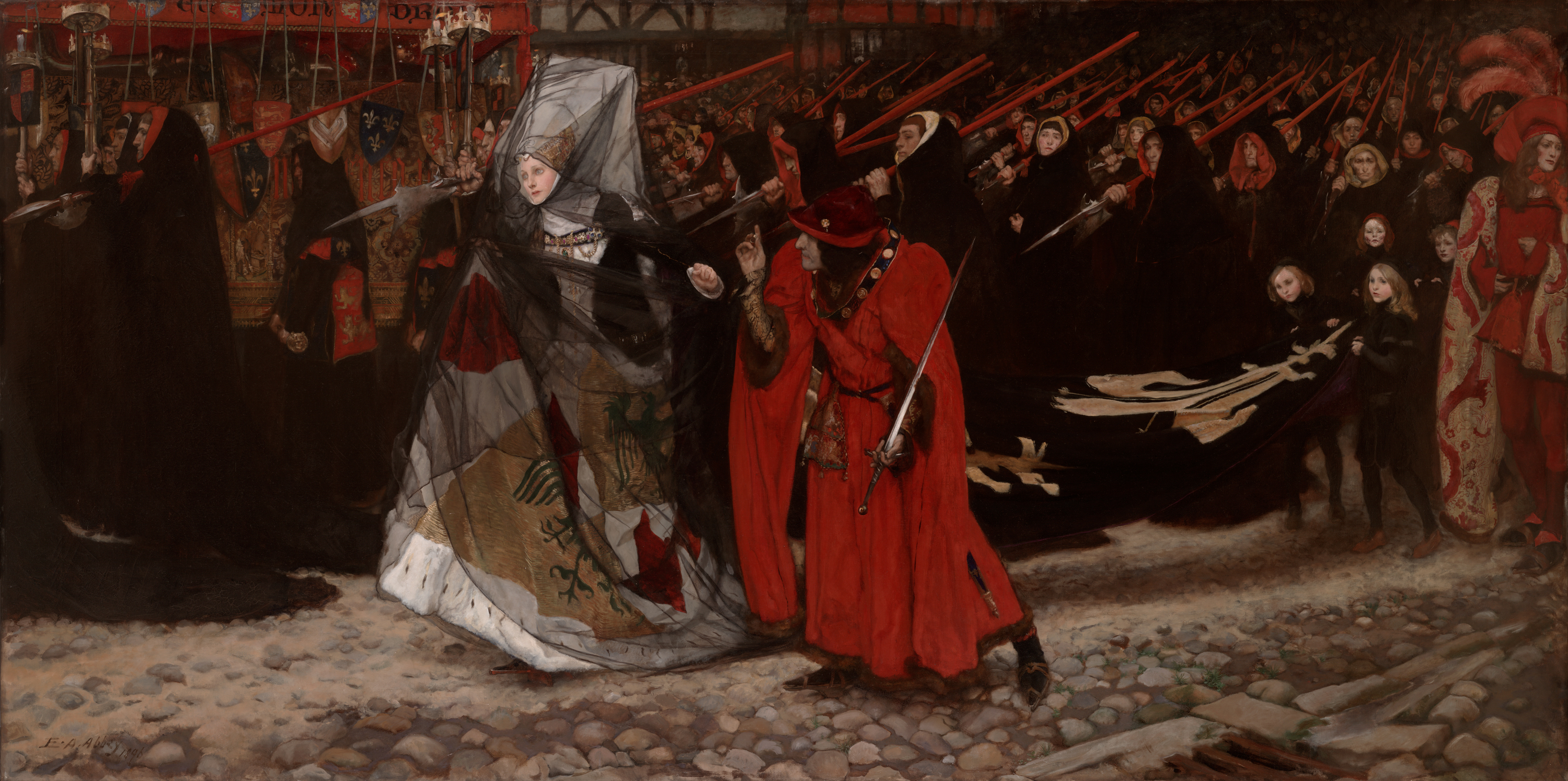
格洛斯特公爵理查德和安妮夫人（1896），耶鲁大学美术馆。
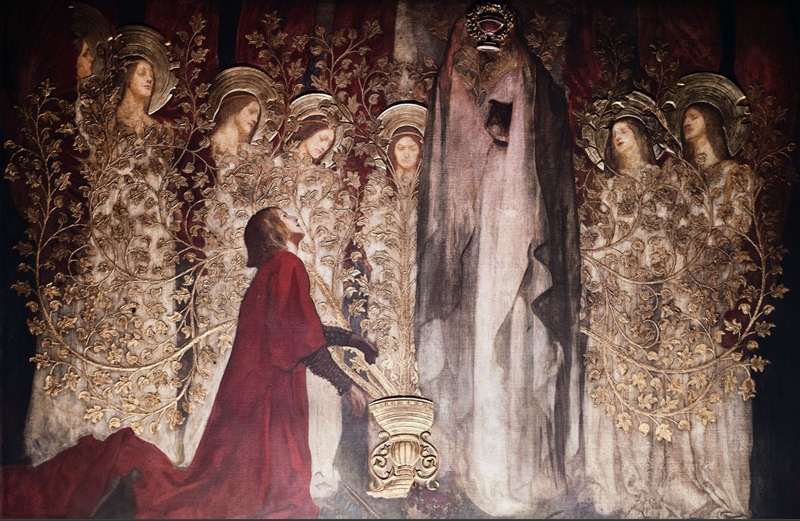
加拉哈德爵士与圣杯（1896-1901），波士顿公共图书馆。
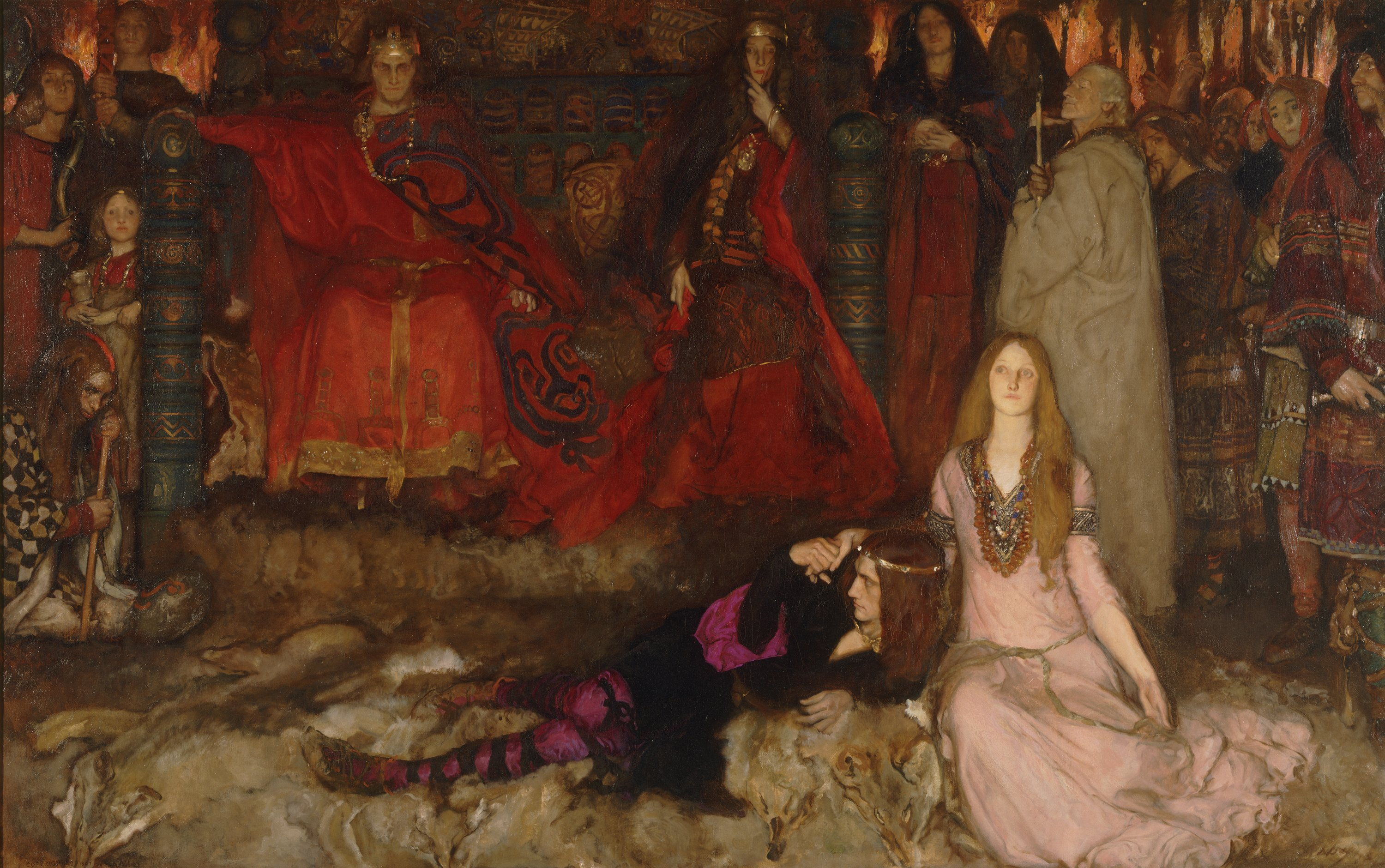
哈姆雷特中的戏剧场景（1897），耶鲁大学美术馆。
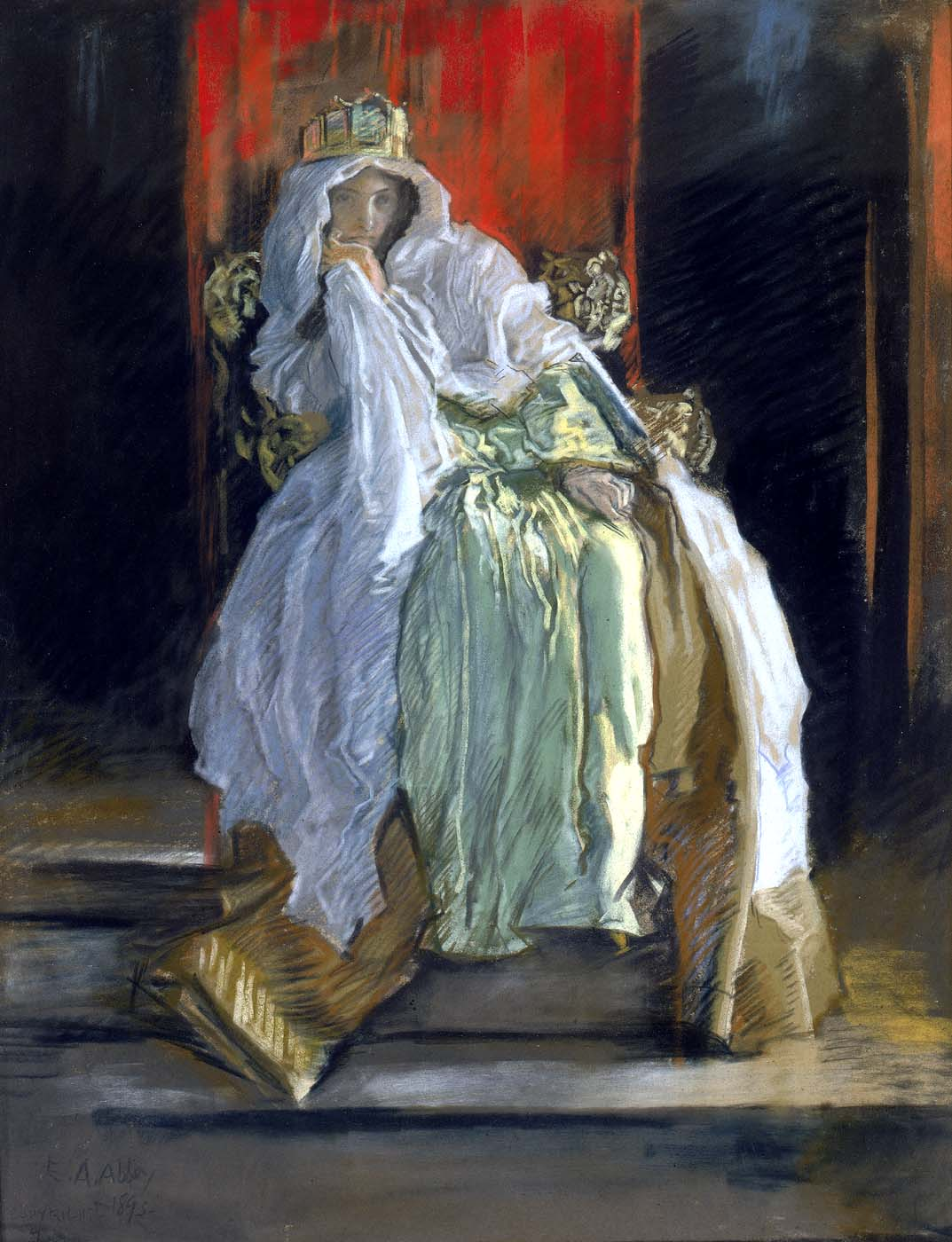
哈姆雷特中的女王（约1897年），私人收藏。
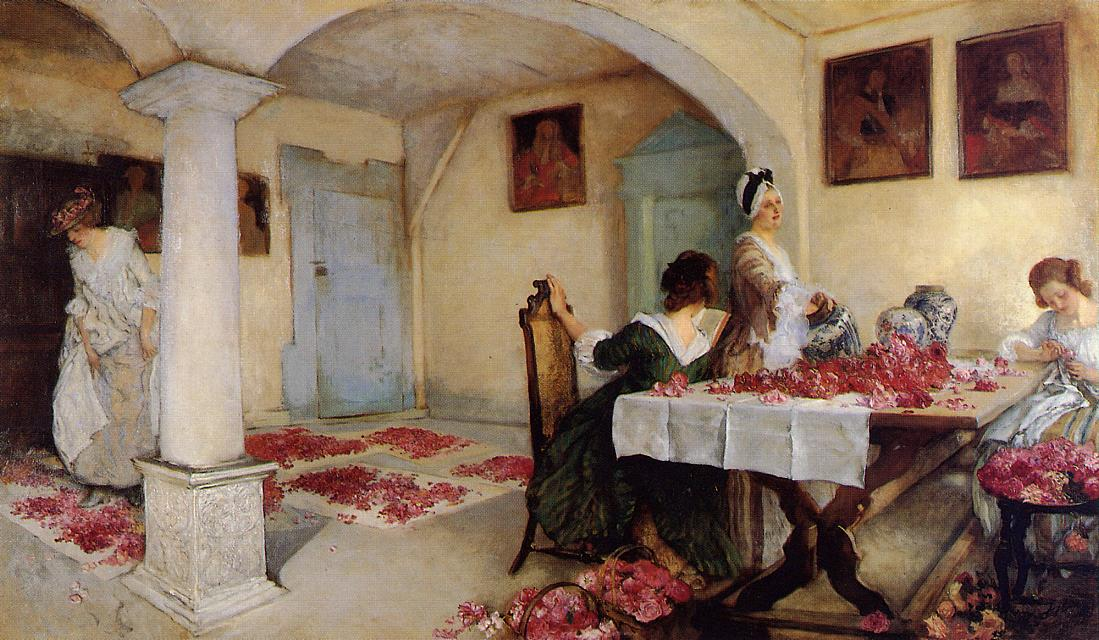
Potpourri (1899)，私人收藏。
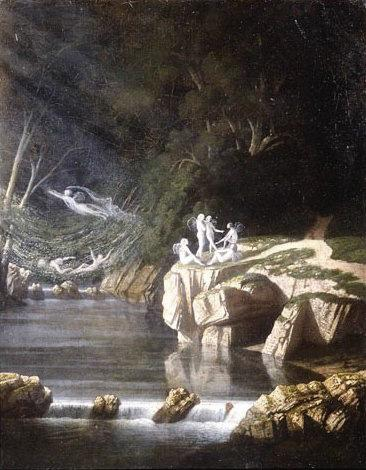
精灵

## 延伸阅读
- Nancy Mendes. "Edwin Austin Abbey: A Capital Artist." Pennsylvania Heritage magazine 32, no. 3 (Summer 2006): 6–15.
- Elisa Tamarkin. "The Chestnuts of Edwin Austin Abbey: History Painting and the Transference of Culture in Turn-of-the-Century America." Prospects 24 (1999): 417–448.
- Corcoran Gallery of Art, Washington, D.C.